# Cloud City
Cloud City (wolkenstad of stad in de wolken) is een zwevende stad uit de Star Wars saga. Ze wordt bestuurd door Lando Calrissian, een oude vriend van Han Solo. Cloud City bevindt zich op de planeet Bespin. Cloud City komt voor in Star Wars Episode V: The Empire Strikes Back. 
Han Solo wordt hier in carboniet ingevroren en meegenomen door de premiejager Boba Fett. Daarbij lokt Darth Vader zijn zoon Luke Skywalker naar Cloud City om hem over te halen naar de Duistere Kant. Hij gaat een gevecht met hem aan en daarbij verliest Luke zijn hand. Daarna springt hij in een koker en hangt onderaan Cloud City aan een soort antenne. Vervolgens komen Lando Calrissian, Prinses Leia Organa, en Chewbacca hem te hulp en ontsnappen aan het Galactische Keizerrijk.